# Акшокы (Северо-Казахстанская область)
Акшокы (каз. Ақшоқы, до 20 декабря 2009 — Акчок) — село в Айыртауском районе Северо-Казахстанской области Казахстана. Входит в состав Константиновского сельского округа. Код КАТО — 593242300.

## Население
В 1999 году население села составляло 270 человек (158 мужчин и 112 женщин). По данным переписи 2009 года, в селе проживало 135 человек (73 мужчины и 62 женщины).